# Cixius distinguendus
Cixius distinguendus är en insektsart som beskrevs av Carl Ludwig Kirschbaum 1868. Cixius distinguendus ingår i släktet Cixius, och familjen kilstritar. Arten är reproducerande i Sverige.